# Heart Song
Heart Song — второй студийный альбом американской инди-фолк исполнительницы и автора песен Джесс Уильямсон, изданный 4 ноября 2016 года на лейбле Brutal Honest.
Альбом получил положительные отзывы музыкальной критики и интернет-изданий.

## Отзывы
| Совокупная оценка | Совокупная оценка |
| Источник          | Оценка            |
| ----------------- | ----------------- |
| Metacritic        | 81/100            |
| Оценки критиков   |                   |
| Источник          | Оценка            |
| Exclaim!          | [ 2 ]             |
| Pitchfork         | [ 3 ]             |

Альбом получил положительные отзывы музыкальной критики и интернет-изданий. На сайте Metacritic, который присваивает нормализованный рейтинг из 100 баллов рецензиям основных критиков, альбом получил средний балл 81 на основе 5 профессиональных рецензий, что означает «общее одобрение и благоприятные отзывы».
В журнале Exclaim! Питер Эллман оценил этот альбом в 9 баллов из 10 за силу лирики в песнях, заявив, что «вырезая свои внутренности, она демонстрирует самостоятельность, действие и озлобленное чувство надежды». Бенджамин Шейн из Pitchfork Media оценил Heart Song в 7,7 балла из 10 за силу написания Уильямсон и её «потрясающий» голос, назвав релиз «настолько сильным и захватывающим, что он втягивает в себя и более экспериментальные моменты».

## Список композиций
Все песни написаны Jess Williamson.
1. «Say It» — 6:14
2. «White Bed» — 3:57
3. «Heart Song» — 7:00
4. «Snake Song» — 4:00
5. «See You in a Dream» — 4:54
6. «Last Word» — 7:28
7. «Devils Girl» — 4:42